# 이의배
이의배(李義培, 1576년~1636년)는 조선의 무신이다. 본관은 한산, 자는 의백(宜伯), 시호는 충장(忠壯)이다.

## 생애
1599년(선조 32년) 무과에 급제하여 선전관이 되고 이어 감찰로 전임되었다.
1635년 공청병마절도사로 부임해 병자호란을 맞았다. 죽산산성에서 진을 치고 청나라의 배후를 공격했다가, 1636년 광주 쌍령 전투에서 순절하였다.
이후, 영의정이 추증되고 고향에 정문(旌門)이 세워졌다.